# Vicente García Córdoba
Vicente García Córdoba fue el quinto gobernador del Valle del Cauca, en Colombia.

## Mandato
Ejerció su mandato durante el período comprendido entre junio de 1915 y septiembre de 1918. En este tiempo se dio la finalización del puente de Sonso y la construcción de los puentes de Canaveralejo, Meléndez, Nima, Menga y Arroyohondo, Bolo, Fraile y Guachal. Se dio un estudio sobre las posibilidades de la Bahía de Málaga para un puerto en el Pacífico. Inició la construcción de escuelas granja modelo y se dio apoyo para incrementar la producción y cultivo de tabaco. También donó un pabellón para el Hospital Infantil club noel.